# Nandzadyn Bürgedaa
Nandzadyn Bürgedaa (mong. Нанзадын Бүргэдаа; ur. 8 czerwca 1955) – mongolski zapaśnik walczący w stylu wolnym. Olimpijczyk z Moskwy 1980, gdzie zajął szóste miejsce w wadze muszej (52 kg). Został brązowym medalistą mistrzostw świata w 1981. Zajął drugie miejsce w Pucharze Świata w 1986 i trzecie w 1981 roku.
- Turniej w Moskwie 1980

W pierwszej walce pokonał Syryjczyka, Ahmada Dahrudża a potem przegrał z późniejszym mistrzem olimpijskim, reprezentantem ZSRR Anatolijem Biełogłazowem. Następnie wygrał z zawodnikiem NRD, Hartmutem Reichem i uległ Lajosowi Szabó z Węgier.